# Palmares (kanton)
Palmares is een stad (ciudad) en gemeente (cantón) in de provincie Alajuela. Het gebied beslaat een kleine oppervlakte van 38 km² en heeft een bevolkingsaantal 39.000 inwoners.
De gemeente is onderverdeeld in zeven deelgemeenten (distrito) : Palmares (de eigenlijke stad), Buenos Aires, Candelaria, Esquipulas, La Granja, Santiago en Zaragoza.